# Cantó de Dun-sur-Meuse
El cantó de Dun-sur-Meuse és un cantó francès del departament del Mosa, situat al districte de Verdun. Té 17 municipis i el cap és Dun-sur-Meuse.

## Municipis
- Aincreville
- Brieulles-sur-Meuse
- Cléry-le-Grand
- Cléry-le-Petit
- Doulcon
- Dun-sur-Meuse
- Fontaines-Saint-Clair
- Liny-devant-Dun
- Lion-devant-Dun
- Milly-sur-Bradon
- Mont-devant-Sassey
- Montigny-devant-Sassey
- Murvaux
- Sassey-sur-Meuse
- Saulmory-et-Villefranche
- Villers-devant-Dun
- Vilosnes-Haraumont

## Història
| Data d'elecció                           | Identitat        | Partit                                  | Qualitat |
| ---------------------------------------- | ---------------- | --------------------------------------- | -------- |
| 1945-196.                                | M. Bayard        | MRP, després RPF, després Divers droite |          |
| 196.-1973                                | M. Mazaud        | RI                                      |          |
| 1973-1985                                | Michel Thomas    | Divers droite, després UDF              |          |
| 1985-2011                                | Bernard Courtaux | Divers droite                           |          |
| 2011-                                    | Alain Plun       | Sense etiqueta                          |          |
| les dades anteriors no són pas conegudes |                  |                                         |          |
|                                          |                  |                                         |          |

## Demografia
| A partir de 1990: Població sense dobles comptes |